# Yvon Dupuis
Yvon Dupuis PC (* 11. Oktober 1926 in Montreal, Québec; † 1. Januar 2017 in Longueuil) war ein kanadischer Unternehmer, Kaufmann und Politiker der Liberalen Partei Kanadas, der mehrere Jahre Abgeordneter des Unterhauses sowie einige Zeit Minister ohne Geschäftsbereich war.

## Leben
Dupuis, dessen Vater Hector Dupuis zwischen 1950 und 1958 ebenfalls Abgeordneter des Unterhauses war, war nach dem Besuch des Collège de Varennes, des Collège de Longueuil und der École normale Jacques-Cartier in Montreal als Versicherungsvertreter sowie als Eigentümer von zwei Musikgeschäften tätig.
Seine politische Laufbahn begann Dupuis, als er am 16. Juli 1952 als Kandidat der Parti libéral du Québec zum Mitglied in die Nationalversammlung von Québec gewählt wurde und in dieser bis zum 19. Juni 1956 den Wahlkreis Montréal-Sainte-Marie vertrat. Bei der Unterhauswahl am 10. Juni 1957 kandidierte er als unabhängiger Liberaler zunächst erfolglos im Wahlkreis Saint-Jean-Iberville-Napierville für ein Mandat im Unterhaus und wurde bei der darauf folgenden Wahl am 31. März 1958 in diesem Wahlkreis für die Liberale Partei zum Abgeordneten des Unterhauses gewählt. Er gehörte dem Unterhaus bis zu seiner Niederlage bei der Unterhauswahl am 8. November 1965 an.
Am 14. Mai 1963 übernahm er sein erstes Regierungsamt und war bis zum 2. Februar 1964 Parlamentarischer Sekretär beim Staatssekretär für Kanada. Im Anschluss berief ihn Premierminister Lester Pearson am 3. Februar 1964 als Minister ohne Geschäftsbereich in das 19. kanadische Kabinett. Knapp ein Jahr später musste Dupuis am 21. Januar 1965 von seinem Ministeramt jedoch zurücktreten, nachdem ihm vorgeworfen wurde, dass er ungebührlichen Einfluss auf ein Rennstreckenprojekt in dem zu seinem Wahlkreis gehörenden Ort Saint-Luc ausgeübt hätte. Nach seinem Ausscheiden aus dem Unterhaus widmete er sich wieder seinen Tätigkeiten in der Privatwirtschaft und war zwischen 1965 und 1972 Mitbegründer und Präsident der Societé Thémis Multifactum sowie auch Gründer der Zeitschrift Défi.
Zu Beginn der 1970er Jahre begann er sich wieder in der Politik der Provinz Québec zu engagieren und wurde am 4. März 1973 Präsident der Partei Ralliement créditiste du Québec. Bei der Wahl zur Nationalversammlung am 29. Oktober 1973 kandidierte er für diese im Wahlkreis Saint-Jean, verpasste aber den Einzug ins Provinzparlament, während zwei Kandidaten der Partei in die Nationalversammlung gewählt wurden. Einige Monate später verließ er die Ralliement créditiste du Québec und gründete stattdessen am 5. Mai 1974 die Parti présidentiel, die allerdings bereits am 21. Oktober 1974 wieder auflöste.
Anschließend war er als Moderator bei verschiedenen Hörfunksendern wie CKVL, CKAC und CHLT tätig sowie Präsident von Publivox. Des Weiteren gründete er 1981 das Reisebüro Agence de Voyages Yvon Dupuis Inc., das er bis 2003 betrieb, und war seit 1988 Präsident des Reisevermittlers Tours Expert. 2003 veröffentlichte er seine Autobiografie Des souvenirs ... et des regrets aussi.